# Кубок Узбекистана по футболу 2025
Кубок Узбекистана по футболу 2025 (узб. Футбол бўйича 2025-йилги Ўзбекистон Кубоги) — 33-й сезон ежегодных футбольных соревнований Кубка Узбекистана. 

## Участники
| Суперлига Узбекистана 16 клубов в сезоне 2025 года | Про лига Узбекистана 6 клубов в сезоне 2025 года                        | Первая лига Узбекистана 18 клубов в сезоне 2025 года |
| - Андижан - Бунёдкор - Бухара - Динамо - Машал Мубарак - Насаф - Навбахор Наманган - Нефтчи Фергана - АГМК - Пахтакор Ташкент - Кызылкум Зарафшан - Коканд 1912 - Согдиана Джизак - Сурхан Термез - Хорезм Ургенч - Шуртан Гузар | - Арал - ФарДУ - Джайхун - Локомотив - Олимпик МобиУз - Олимпик Ташкент | - Ахмедов ФК - Андижанская ФА - БухДУ - Дустлик Ташкент - Иштихан - Каттакурган - Лочин - Локомотив БФК - Навоийская ФА - Наманганская ФА - Актепа - Кызырык - Каракалпакская ФА - Цементчи - Сырдарьинская ФА - Ташкентская ОФА - Хорезмская ФА - Заамин |